# اکسل کامپوزیت
اکسل کامپوزیت (انگلیسی: Exel Composites) شرکت فناوری اطلاعات فنلاندی است، که در سال ۱۹۶۰ تأسیس شد.